# Jezioro Strykowskie
Jezioro Strykowskie, Jezioro Bielawskie – polimiktyczne jezioro rynnowe w Polsce, położone w województwie wielkopolskim, w powiecie poznańskim, w gminie Stęszew, leżące na terenie Wysoczyzny Grodziskiej. 
Powierzchnia 305,3 ha, głębokość maksymalna 7,7 m, głębokość średnia 4,5 m, długość linii brzegowej 19,55 km. Zlewnia rolnicza - udział lasów poniżej 5%. Jezioro jest zasilane przez kilka drobnych cieków wodnych i okresowe rowy melioracyjne. Poziom zanieczyszczenia przez związki biogeniczne jest znaczny (jezioro zeutrofizowane). 
Linia brzegowa jeziora jest dość dobrze rozwinięta, brzegi wysokie z wyjątkiem południowego krańca jeziora. Las jedynie przy części zachodniego brzegu. Południowy kraniec jeziora to miejsce uprawiania windsurfingu. 
Występujące gatunki ryb to: ukleja, płoć, wzdręga, jaź, leszcz, krąp, okoń, sandacz, szczupak, węgorz, karp, lin, karaś srebrzysty i inne.